# Casa Gordon (Silverton, Oregón)
 La Casa Gordon es una residencia diseñada por el arquitecto Frank Lloyd Wright, ahora ubicada en el Jardín de Oregón, en Silverton, Oregón.  Es un ejemplo de la visión usoniana de Wright para América. Es una de las últimas de la serie de casas usonianas que Wright diseñó como vivienda asequible para los consumidores de la clase trabajadora estadounidense, que, en 1939, se consideraba que tenían un ingreso anual de 5.000 a 6.000 $.  Las casas se basaban en un diseño para un hogar moderno encargado por la revista Life en 1938.

## Historia
La casa fue diseñada en 1957 para Evelyn y Conrad Gordon, y se terminó en 1963 (cuatro años después de la muerte de Frank Lloyd Wright). Originalmente, se encontraba cerca de Wilsonville, Oregón, para aprovechar las vistas del río Willamette adyacente en el lado oeste y el Monte Hood al este.  Después de la muerte de Evelyn Gordon en 1997, la casa fue vendida a los nuevos propietarios David y Carey Smith, quienes querían derribarla para dejar espacio para una estructura más grande y más contemporánea.  Frank Lloyd Wright Conservancy se involucró en los intentos de preservar la casa histórica y, a principios de 2001, obtuvieron un aplazamiento de tres meses para desmantelarla y trasladarla al Jardín de Oregón, aproximadamente 21 millas (34 km) al sureste de su ubicación original. The Nature Conservancy aceptó una propuesta de la Oregon Garden Society, asistida por la Ciudad de Silverton, para encargarse de mudar y reinstalar la casa. El desmantelamiento comenzó el 9 de marzo de 2001. La casa se movió en cuatro piezas grandes, y el piso superior, que contiene dos dormitorios y un baño, se movió como una sola unidad. El deterioro general requirió la renovación del revestimiento y los techos de la estructura, que se dispuso mediante subvenciones de la Fundación Arquitectónica de Oregon y el Fideicomiso Cultural de Oregon.  Se construyó una nueva cimentación replicando el original. La casa se abrió un año más tarde como la única casa de Frank Lloyd Wright accesible públicamente en el noroeste del Pacífico . 

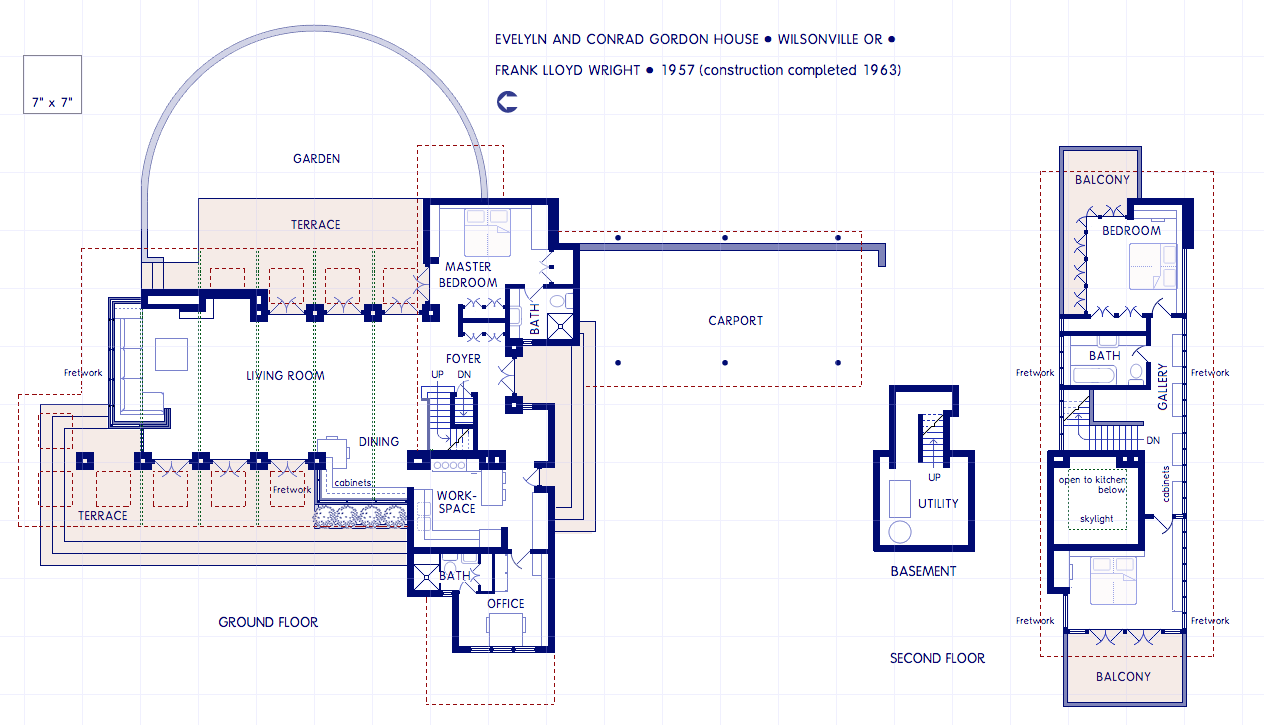
Planos de planta

## Descripción
Con 2,133 P² (203 m²) de espacio, la casa cuenta con Ventanas de piso a techo y puertas francesas de vidrio en la sala de estar y los clásicos diseños horizontales de Wright que conectan el espacio interior y exterior.  El segundo piso cuenta con dos habitaciones, cada una con su propio balcón privado. Diseñada en base a una cuadrícula cuadrada de siete pies, la casa está anclada visualmente a una masa de bloques de hormigón sin ventanas que forman las paredes del sótano pequeño y la cocina y se extienden más allá de la línea del techo, ocultando varios respiraderos y el gran tragaluz a la cocina (" espacio de trabajo ") a continuación.  La casa está construida de cedro y bloques de cemento pintados y continúa la tradición de Wright de ventanas de celosía de recorte de madera con diseño personalizado conocida como greca . 
La Casa Gordon fue incluida en el Registro Nacional de Lugares Históricos el 22 de septiembre de 2004. Está a cargo de Gordon House Conservancy y está disponible para pequeñas reuniones atendidas. Cuando no está reservado, la casa está disponible para visitas públicas como una casa museo histórica . 

## Galería

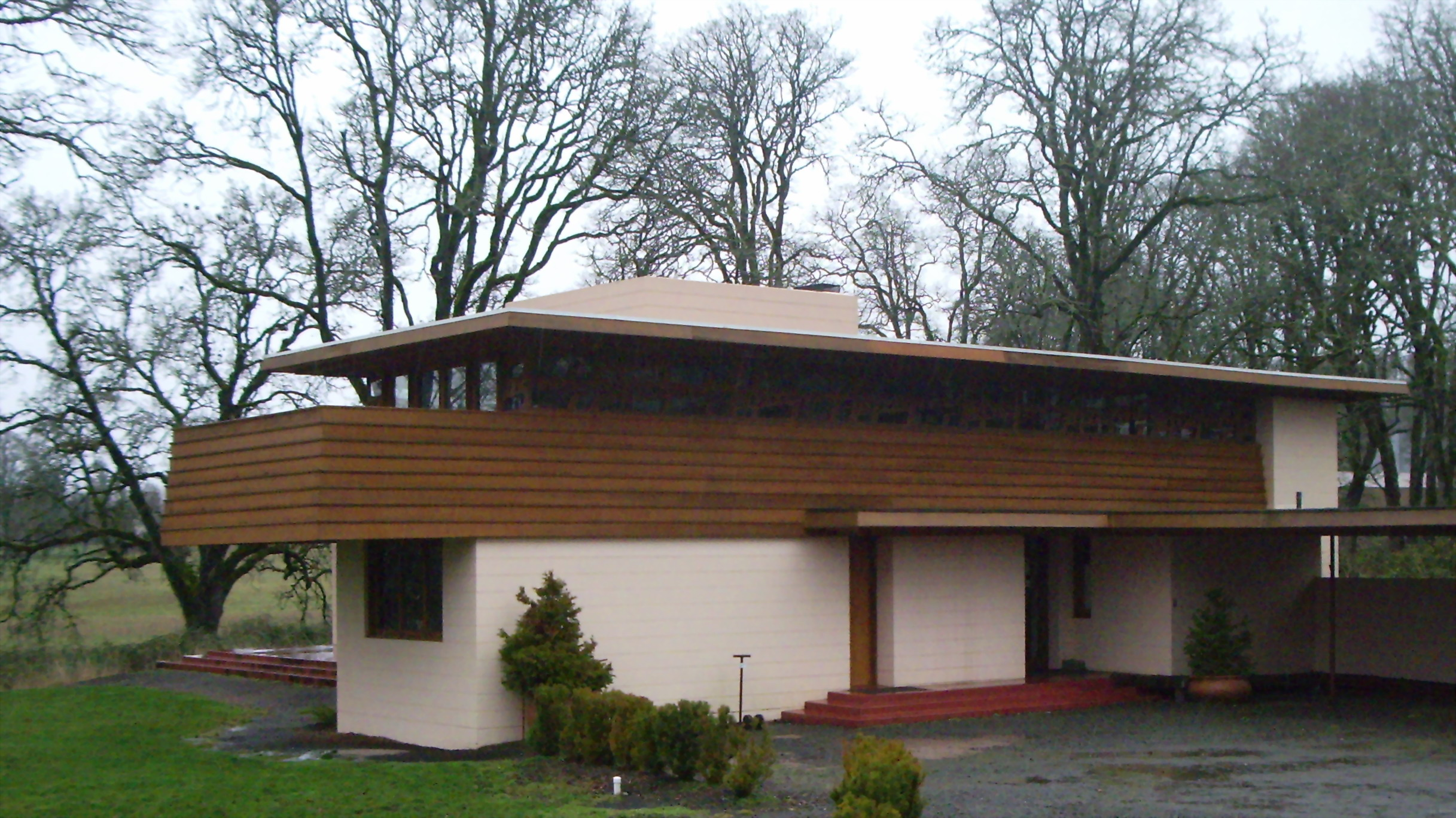
La entrada principal cerca de la cochera es la puerta a la derecha; La puerta de servicio izquierda entra entre cocina y lavandería.
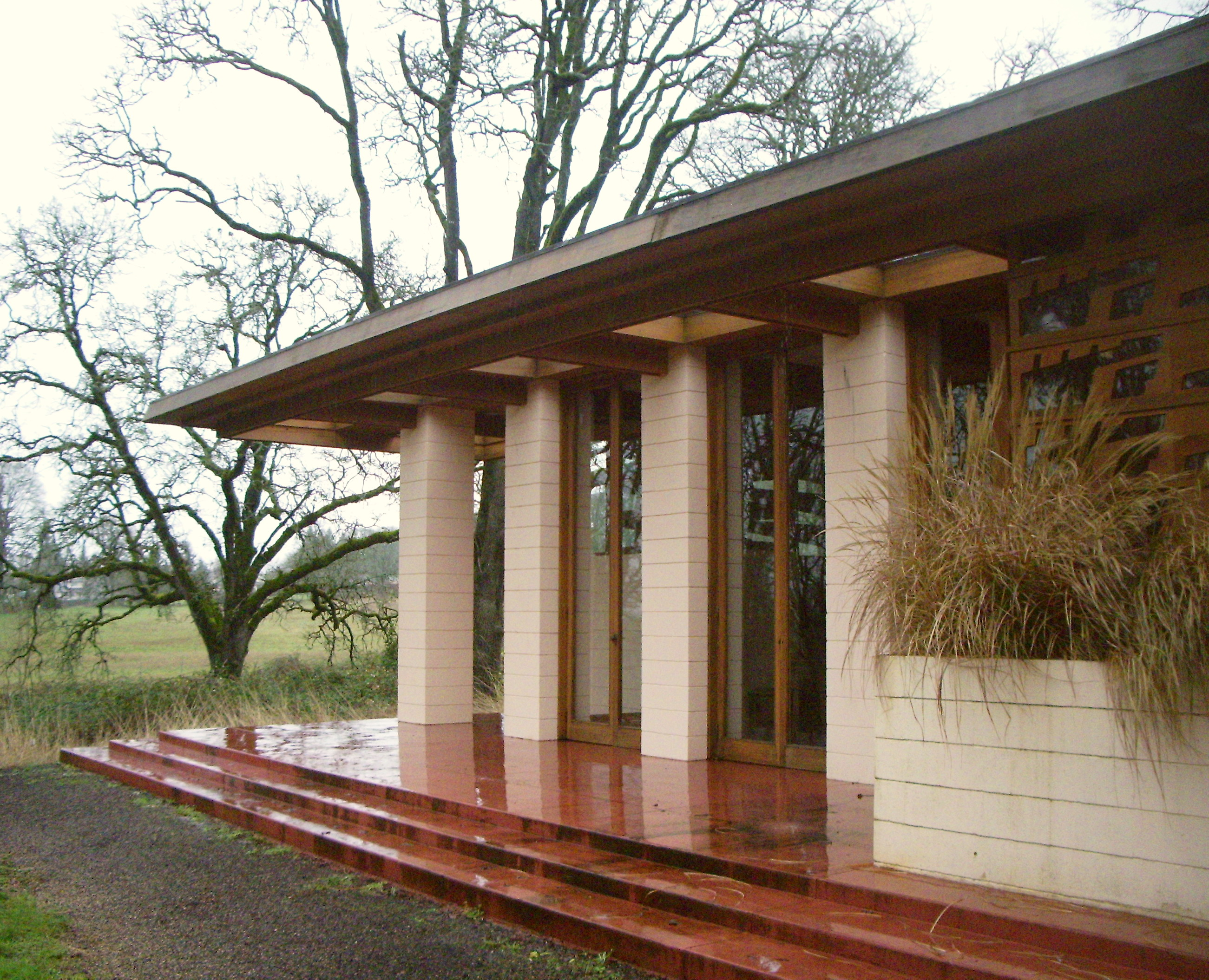
El exterior de la sala de estar de Gordon House cuenta con ventanas de piso a techo de 12 pies; Los pasos y la base replican el original.
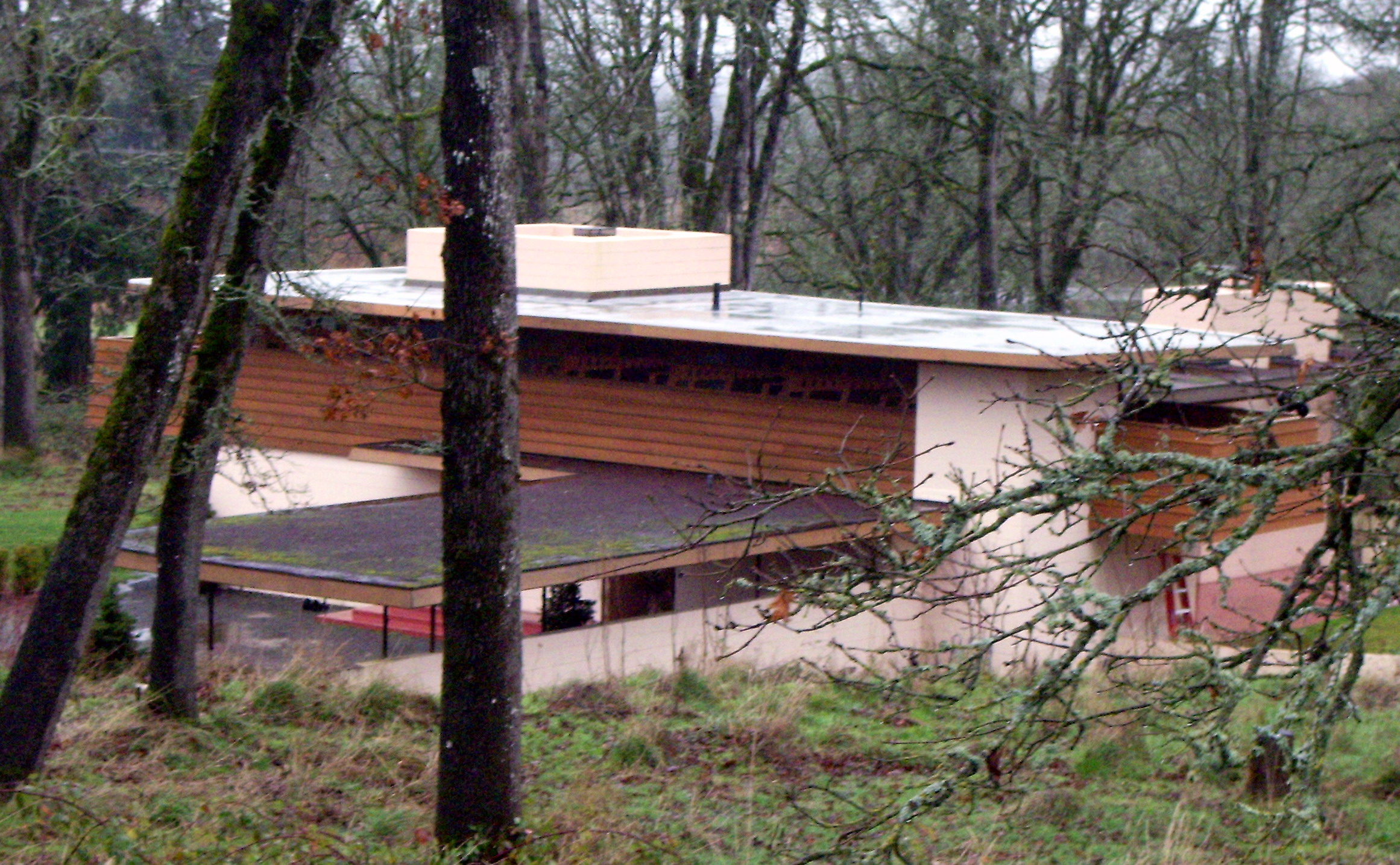
Vista general muestra chimenea oculta para líneas horizontales mejoradas
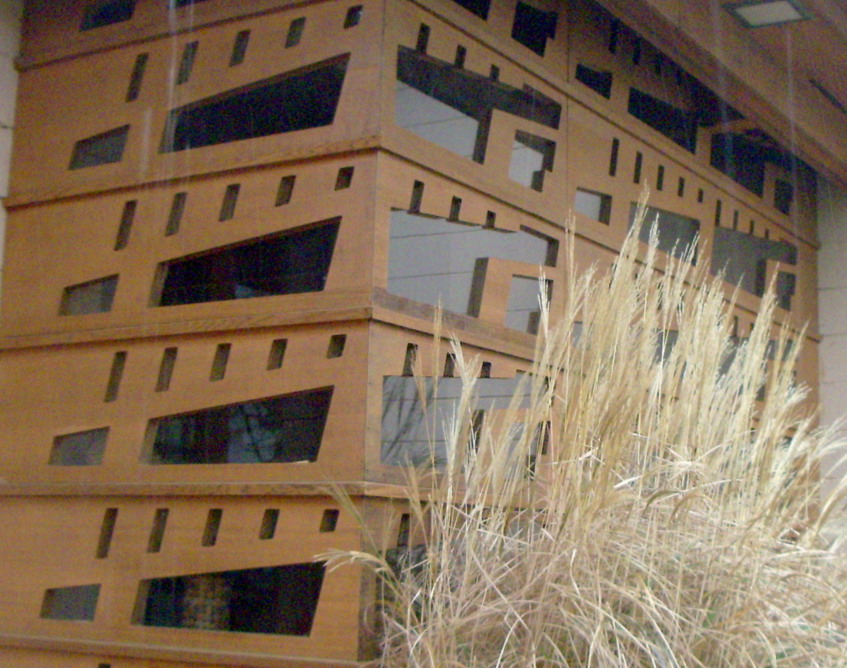
Grecas de la casa Gordon
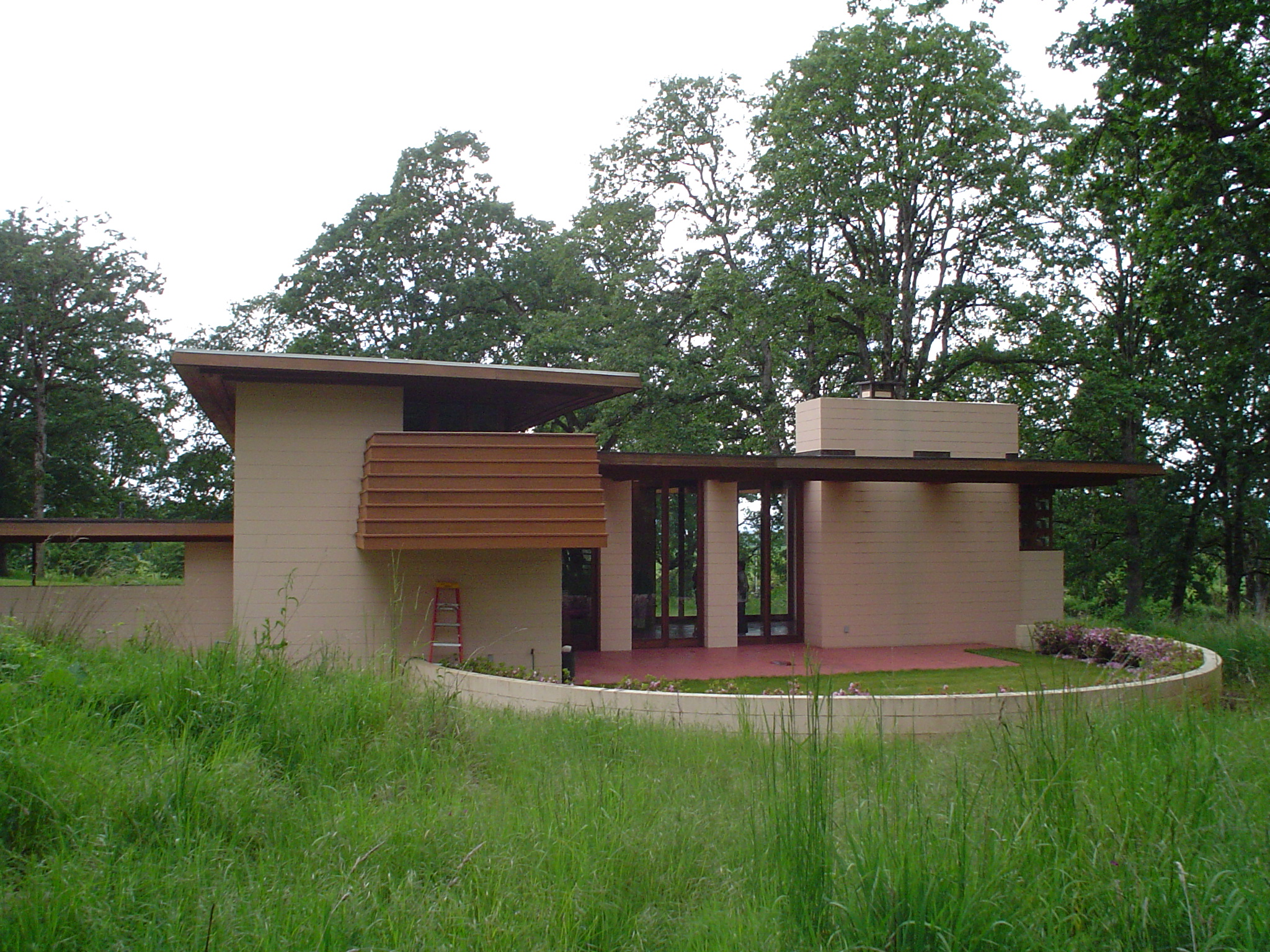
Lado este
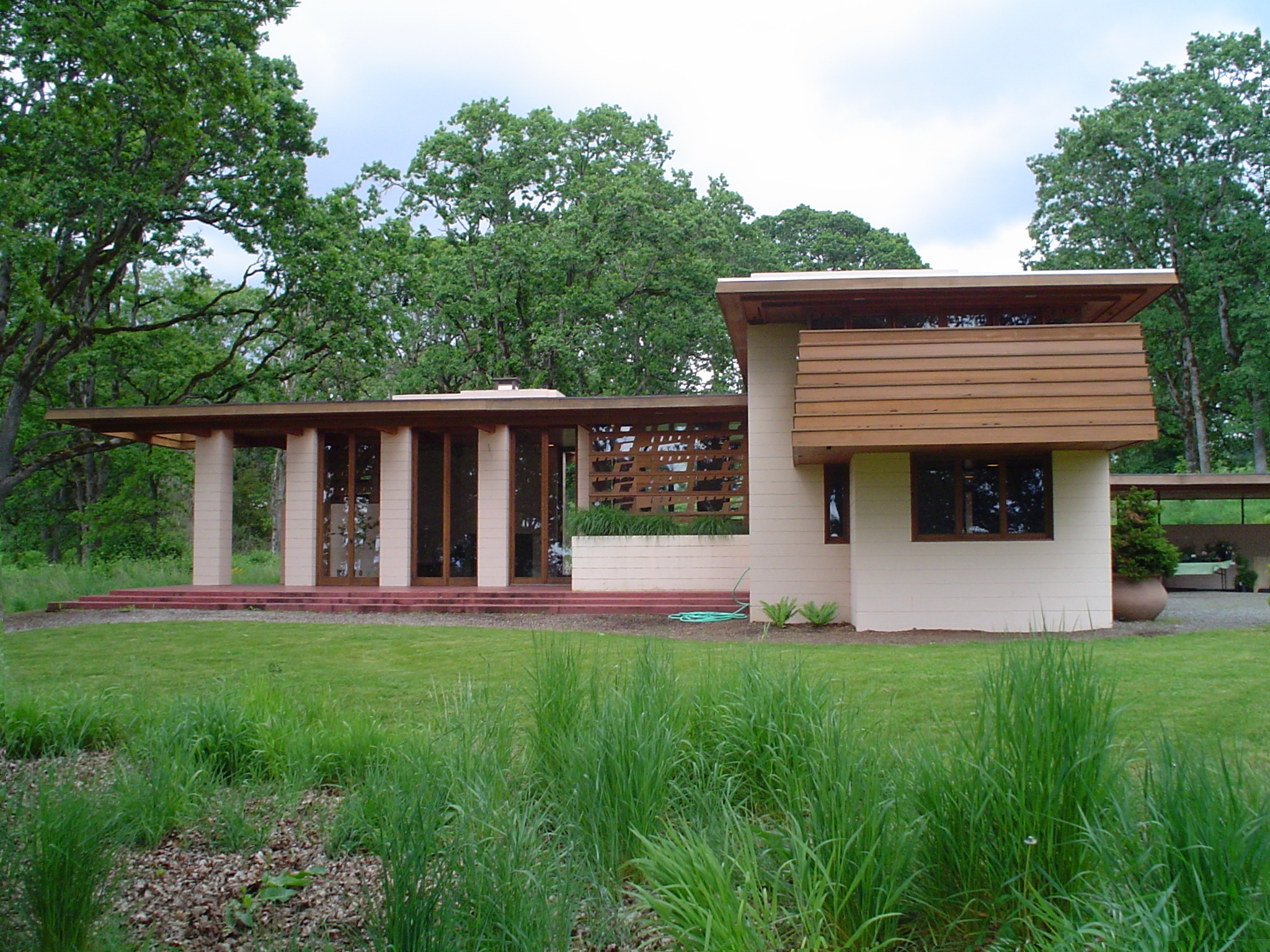
Frente
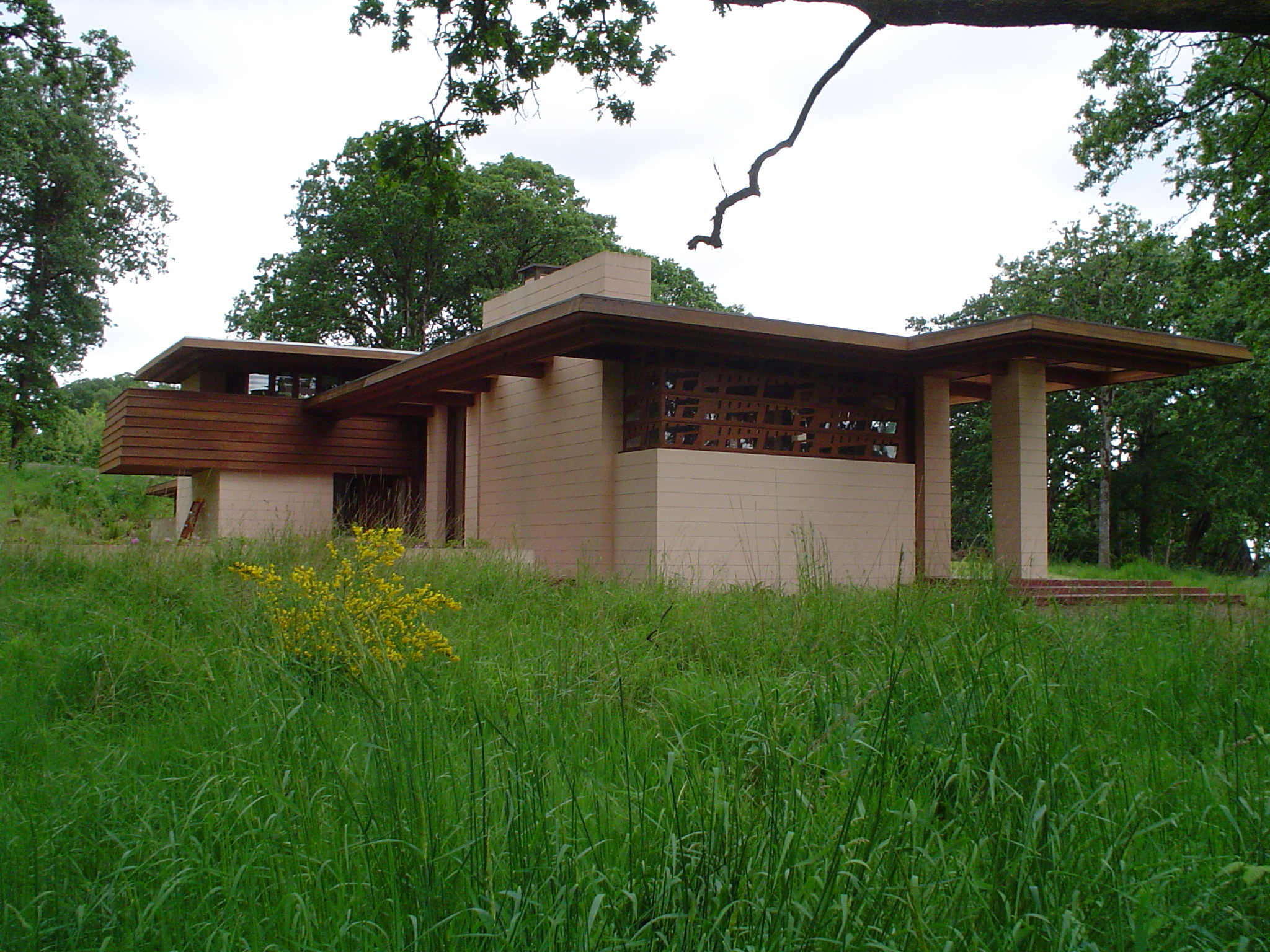
Esquina noreste
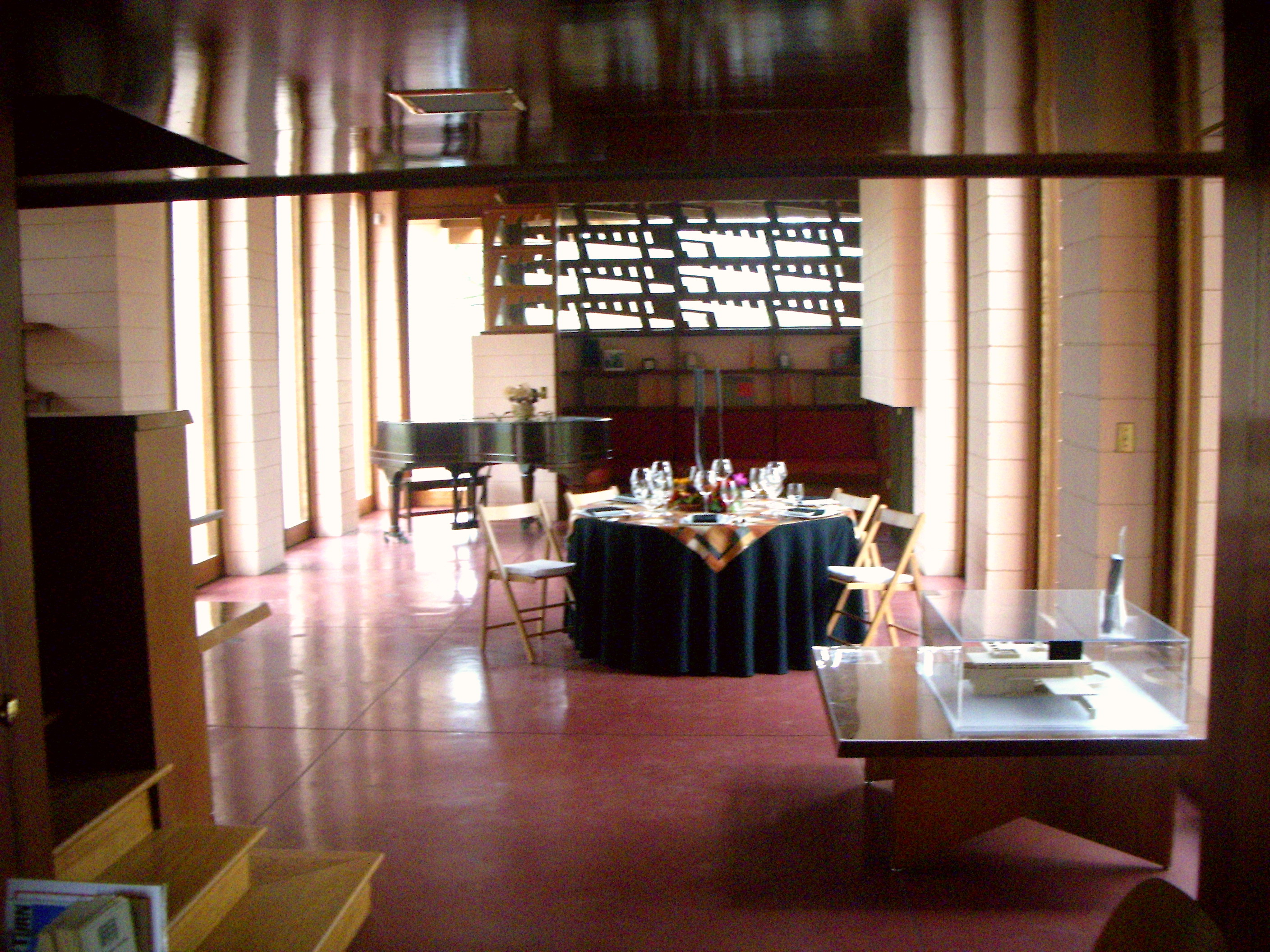
Sala de estar configurada para un pequeño evento.